# Major Turn-Round
『Major Turn-Round』（メジャー・ターン・ラウンド）は、2000年12月25日にリリースされたTM NETWORKの9枚目のオリジナル・アルバム。

## 解説
前作『EXPO』以来9年振りのオリジナル・アルバム。インディーズからの発売。当初はROJAM、新星堂、TSUTAYAでのみ販売された。最初はインディーズ流通のみだったが、2003年2月5日にR&C Japanより、蔵出し音源集を加えた2枚組『キヲクトキロク 〜 Major Turn-Round』として一般流通で発売された。
先行シングルは、ROJAMからリリースされた3枚のみ。メジャーレーベルTRUE KiSS DiSCからリリースされたシングル「GET WILD DECADE RUN」、「10 YEARS AFTER」、「Happiness×3 Loneliness×3」及びそのC/W曲は収録されていない。
このアルバムは、それぞれレーベルで、初回盤・通常版共に異なる仕様となっている。
アルバムとしては『DRESS』以来、アナログ盤が発売される。3枚組となり、CDでは未収録の「SLOWDOWN MIX」も収録されている。

## 録音
70年代プログレッシブ・ロックの代名詞メロトロンやハモンドオルガン、mini moogをはじめとするアナログシンセサイザーを多用している。このアルバムを軸にして行われたライブツアー『TM NETWORK TOUR MAJOR TURN-ROUND Supported by ROJAM.COM』では、これらアナログシンセサイザーに加え、Nord Leadなど最新のシンセサイザーも用いられた。
「ドラムマシンに内蔵されている音より良い音」「トランスに負けない音」で録るために、Pro Toolsに全ての素材を取り込んだ後にマルチトラック・レコーダーに落とし直して編集した。編集には素材のレコーディングより時間をかけた。
サイモン・フィリップスは小室側のマネジメントのオファーを受ける形で参加した。当時サイモンは既にデレク・シェリニアンの「イナーシャ」・ジョージ・フェントンとの映画音楽のレコーディング作業に並行して参加していたため、空いている時間は1日半だけだったが「それでも来て欲しい」と言われたため、その翌日ベース担当であるカーマイン・ロハスと一緒に仕上げの段階まで参加した。サイモンが参加した時には、編曲作業はしっかり詰めていたため、ドラムの録音作業は予定通り1日半で終わった。サイモンは小室の「『どんなサウンドを作るか』のイメージをハッキリさせた上で、演奏をプレイヤーに任せる」というやり方について「すごく良い結果を生むと思う。僕らを『ミュージシャンとして、とても信頼してくれた』ということの表れでもあるし」と称賛している。

## 音楽性とテーマ
アルバム全体のコンセプトは「何軒かのレコード店をはしごして、欲しいレコードを探した気持ち」「時代の閉塞感・虚無感」「今の若い世代の人は間違いなく、居場所も遊び場も沢山提供されている。でもふと『本当の居場所はどこなんだろう』と気が付き、深い所を探している人達に対しての提示」と語っている。
サイモンは小室からは演奏手法に対しての指示は受けなかったが、レコーディングに入る前に「どんな音色を作ろうとしているのか」の打ち合わせは入念に行われた。サイモンは「EL&Pの様なプログレッシヴ・ロック」をイメージした。

## アートワーク
CDジャケットのロゴデザインは、プログレッシブ・ロックバンド「イエス」やエイジアのジャケットデザインなどを手がけた、イラストレーターのロジャー・ディーンが担当している。

## 批評
平山雄一は「歌詞のテーマが壮大だった。『約束の場所が見つからない』と『僕はここにいるよ』というコンセプトの間で作られていると思った」と称している。

## 収録曲

### CD盤
| 全編曲: 小室哲哉。 |                                               |            |           |       |
| #                  | タイトル                                      | 作詞       | 作曲      | 時間  |
| 1.                 | 「WORLDPROOF」                                |            | 小室哲哉  | 0:38  |
| 2.                 | 「IGNITION, SEQUENCE, START (ALBUM VERSION)」 | 小室みつ子 | 小室哲哉  | 6:59  |
| 3.                 | 「MAJOR TURN-ROUND」                          | 小室みつ子 | 小室哲哉  | 32:22 |
| 4.                 | 「PALE SHELTER」                              | 小室みつ子 | 木根尚登  | 4:56  |
| 5.                 | 「WE ARE STARTING OVER (ALBUM VERSION)」      | 小室みつ子 | 木根尚登  | 3:57  |
| 6.                 | 「MESSAGE (ALBUM VERSION)」                   | 小室みつ子 | 小室哲哉  | 5:10  |
| 7.                 | 「CUBE」                                      | 小室みつ子 | 木根尚登  | 4:25  |
| 合計時間:          | 合計時間:                                     | 合計時間:  | 合計時間: | 58:27 |

### アナログ盤
| 全編曲: 小室哲哉。 |                                               |            |           |       |
| #                  | タイトル                                      | 作詞       | 作曲      | 時間  |
| 1.                 | 「WORLDPROOF」                                |            | 小室哲哉  | 0:38  |
| 2.                 | 「IGNITION, SEQUENCE, START (ALBUM VERSION)」 | 小室みつ子 | 小室哲哉  | 6:58  |
| 3.                 | 「MAJOR TURN-ROUND : I FIRST IMPRESSION」     | 小室みつ子 | 小室哲哉  | 13:00 |
| 合計時間:          | 合計時間:                                     | 合計時間:  | 合計時間: | 20:36 |

| #         | タイトル                                    | 作詞       | 作曲      | 時間  |
| --------- | ------------------------------------------- | ---------- | --------- | ----- |
| 4.        | 「MAJOR TURN-ROUND : II SECOND IMPRESSION」 |            | 小室哲哉  | 10:30 |
| 5.        | 「MAJOR TURN-ROUND : III THIRD IMPRESSION」 | 小室みつ子 | 小室哲哉  | 9:00  |
| 合計時間: | 合計時間:                                   | 合計時間:  | 合計時間: | 19:30 |

| #         | タイトル         | 作詞       | 作曲      | 時間 |
| --------- | ---------------- | ---------- | --------- | ---- |
| 6.        | 「PALE SHELTER」 | 小室みつ子 | 木根尚登  | 4:55 |
| 合計時間: | 合計時間:        | 合計時間:  | 合計時間: | 4:55 |

| #         | タイトル                                 | 作詞       | 作曲      | 時間 |
| --------- | ---------------------------------------- | ---------- | --------- | ---- |
| 7.        | 「WE ARE STARTING OVER (ALBUM VERSION)」 | 小室みつ子 | 木根尚登  | 3:56 |
| 合計時間: | 合計時間:                                | 合計時間:  | 合計時間: | 3:56 |

| #         | タイトル                                                 | 作詞       | 作曲      | 時間  |
| --------- | -------------------------------------------------------- | ---------- | --------- | ----- |
| 8.        | 「MESSAGE (ALBUM VERSION)」                              | 小室みつ子 | 小室哲哉  | 5:07  |
| 9.        | 「CUBE」                                                 | 小室みつ子 | 木根尚登  | 4:22  |
| 10.       | 「MAJOR TURN-ROUND (SLOWDOWN MIX) : I FIRST IMPRESSION」 | 小室みつ子 | 小室哲哉  | 13:00 |
| 合計時間: | 合計時間:                                                | 合計時間:  | 合計時間: | 22:29 |

| #         | タイトル                                                   | 作詞       | 作曲      | 時間  |
| --------- | ---------------------------------------------------------- | ---------- | --------- | ----- |
| 11.       | 「MAJOR TURN-ROUND (SLOWDOWN MIX) : II SECOND IMPRESSION」 |            | 小室哲哉  | 10:30 |
| 12.       | 「MAJOR TURN-ROUND (SLOWDOWN MIX) : III THIRD IMPRESSION」 | 小室みつ子 | 小室哲哉  | 9:00  |
| 合計時間: | 合計時間:                                                  | 合計時間:  | 合計時間: | 19:30 |

## 曲解説
1. WORLDPROOF
水の音が聴こえるが、これは実際にワイヤレス・マイクをハワイのスタジオ近くの海の中に入れて録音したものである（当然そのマイクは壊れてしまった）[1]。
小室は「水中に深く沈んでいくにつれて、どんどん別世界に入っていくような"リアリティ"を音にしたかった」と語っている[1]。
2. IGNITION, SEQUENCE, START (ALBUM VERSION)
33rdシングル。ドラムはシングル版では打ち込みだったが、アルバムバージョンでは元TOTOのドラマーSimon Phillipsが叩いている。
3. MAJOR TURN-ROUND / MAJOR TURN-ROUND (SLOWDOWN MIX)
I FIRST IMPRESSION
II SECOND IMPRESSION
III THIRD IMPRESSION
アルバムタイトルにもなっている「Turn-Round」の由来は、映画『パーフェクトストーム』で登場するセリフ「Turn Around」である。「Turn Around」は「仕方なく戻る」というネガティブな使い方をするが、「Turn-Round」は積極的に振り返るというポジティブな意味合いを持つ。小室は映画を見た時、Turn Around ではなくて、絶対にTurn-Roundだと確信し、メインのキーワードにした[1]。
「中学・高校に憧れたプログレッシヴ・ロックを今その時に戻って作ったらどうなるか」「『オリコンチャート1位』『ミリオンヒット』等数字を意識せずに『とにかくコンセプトが面白い』『演奏がテクニカル』というのを楽しんで欲しい」[4]「聞き終わった後に残った印象を元に、もう一度振り返ってから各部分を聴き直して確認するという楽しみ方をして欲しい」という思いから33分を超える大作にする必要があった[1]。
レコーディングはLAで行われた。作詞を担当した小室みつ子はLAから送られてきた音源をもとに、不眠で詞を完成させた。また、小室みつ子は本作の楽曲全ての作詞を担当している。
『I FIRST IMPRESSION』は、2001年（当時）の生活。『II SECOND IMPRESSION』は、「その中にいる自分は昔どこから始めたんだっけ」という遠いところを見るような場面で鳴っている音。そして『III THIRD IMPRESSION』はこれから先の、「希望は見えるが、楽観視できない未来」を表している[1]。
全楽章のベースとなるメロディを全て即興で一気に制作し、小室によるピアノパートは1テイクで直しも無かった。ただ譜面を書かず、構成を覚えるための反復練習もしなかったので、ライブツアー「LIVE TOUR Major Turn-Round」のリハーサルの際には「自分で自分の曲をコピーしている気分だった」と語っている[1]。
録音は小室のピアノを録った後、更にイメージを膨らませながら仮メロディをキーボードで弾いてデータ化しPro Toolsに入れて、その後生のドラム・ベース・ギターを入れた後、改めて小室のキーボードのパートを録った。ピアノパート以外はPro Toolsでの切り貼り・ノイズによる編集を随所に施した[1]。
サイモンは小室から「好きに叩いていい」と言われたため、デモテープを聞きながら総譜をチェックし、ドラムパートのチャート譜をサイモン一人で書いた[3]。
CD盤では「I・II・III」全てが1つのトラックに纏められているが、アナログ盤では「I」、「II・III」に分割されており、「I」終了後に「II」の冒頭イントロが入る数秒辺りで一旦フェードアウトする。そのため総時間はCD盤の「32分22秒」に対しアナログ盤では「(13分00秒+10分30秒+9分00秒)=32分30秒」と僅かながら長くなっている。
「SLOWDOWN MIX」はアナログ盤限定収録曲で同曲のリミックスバージョンとなっている。明確な差異としては「I」後半の一部分(≒11分30秒辺り)と「II」のアウトロ部分(≒10分25秒辺り)が異なっている。
4. PALE SHELTER
『MAJOR TURN-ROUND』の中に入れることも考えられていた曲[1]。
「併殺されている自分」「居場所が分からない・探しにくい」「居心地が悪い」「環境に馴染めない」といった生活や風景の中で、ポジションを探している自分の姿を表現している楽曲[1]。
アレンジ作業の際にベースが上手く馴染まなくて、珍しくベースを木根が弾いた。それでもハマらず没になり、最終的にはベースパートは作曲されなかった[5]。
5. WE ARE STARTING OVER (ALBUM VERSION)
34thシングル。小室曰く「最も往年のTMらしい曲」「始めて聴いた時ジョン・レノンを思い浮かべた」と語っている[1]。
6. MESSAGE (ALBUM VERSION)
32ndシングル。再始動後の楽曲の中で、唯一『Nights of The Knife』からの流れを意識して作られた。シングルバージョンとはかなりアレンジが変わっている[1]。
7. CUBE
レコーディング終盤に差し掛かった頃、小室が木根に3拍子の曲をリクエストして、短時間で仕上げた楽曲。録音も1テイクで済ませた[1]。
木根は英語が苦手だったため、会話をしたくない余りに全ての質問に「YES」と答えた。気がついたら、録音が既に始まってしまい、すぐさま即興でピアノを弾きながら、テーマに沿った思いつく限りの英文をひらめかせながら歌い上げた。そのテイクに小室のハモンドオルガンと宇都宮のボーカルが重ねられた[5]。
当時のスタジオのエンジニア達がこの楽曲を大絶賛した[1]。
木根は「間奏の転調が自分でも凄いと思う」と振り返っている[5]。
本作のライブツアー後、一切ライブでは演奏されてこなかったが、2014年のライブツアー『TM NETWORK 30th 1984〜 the beginning of the end』にて久しぶりに披露された。

## クレジット

### レコーディングメンバー
- 小室哲哉 - All Keyboard & Synthesizer (including Piano, Hammond B-3, Mellotron, Mini-moog, Oberheim OB-8, Fender Rhodes, Tubular Bells）
- 宇都宮隆 - All Lead Vocal
- 木根尚登 - Piano, Guitars, Chorus
- 葛城哲哉 - Guitars, Chorus
- Carmine Rojas - Bass
- Simon Phillips - Drums
- 松尾和博 - Guitars（#6）
- 美久月千晴 - Bass（#6）

### スタッフ
- Mastered : 古川いち子
- Mixed : Eddie Delena
- Engineer : Eddie Delena, 若公俊広, Chris Puram, Troy Gonzalez, Andrew Scheps, Tom Sweeney, 伊藤隆司, 小西賢治
- Synthesizer Programming : 村上章久, 岩佐俊秀
- Art direction & Design : かめだつよし
- Photography : もりまさみ, なしだまゆみ